# نيكولا كيرش
نيكولا كيرش (بالفرنسية: Nicky Kirsch)‏ هو لاعب كرة قدم لوكسمبورغي، ولد في 24 أغسطس 1901 في مدينة لوكسمبورغ في لوكسمبورغ، وتوفي بنفس المكان في 29 سبتمبر 1983. شارك مع منتخب لوكسمبورغ لكرة القدم.

## وصلات خارجية
- نيكولا كيرش على موقع الاتحاد الدولي (مؤرشف)  (الإنجليزية)
- نيكولا كيرش على موقع قاعدة بيانات كرة القدم.إي يو (الإنجليزية)
- نيكولا كيرش على موقع أوليمبيديا (الإنجليزية)